# Transvaal
Il Transvaal fu una provincia del Sudafrica dal 1910 al 1994; in precedenza il termine identificava l'omonima repubblica indipendente che esistette dal 1848 al 1902.
Nel 1994 l'unità amministrativa nota come Provincia del Transvaal fu smembrata per formare tutto o parte del territorio delle province del Nordovest, Gauteng, Limpopo e Mpumalanga.

## Storia
La regione del Transvaal è stata abitata fin dall'VIII secolo dalle genti Venda e Sotho. Nel 1817, la regione venne invasa da tribù scacciate dalle loro terre dal re Zulu Shaka e dai suoi Impi. Questo rese la regione molto debole e facile da colonizzare da parte dei vicini coloni Europei.
Tra gli anni trenta e quaranta del XIX secolo i discendenti dei neerlandesi e di altri coloni fuoriusciti dalla britannica Colonia del Capo — collettivamente conosciuti come «boeri» (dall'olandese boer, «contadino») o voortrekker (id., «pioniere») — intrapresero quello che divenne noto come Grande Trek: grazie alla loro superiorità militare essi ebbero la meglio sulle forze locali con relativa facilità, e formarono sulle terre tolte con le armi ai locali diverse piccole repubbliche boere in aree fuori dal controllo britannico, senza un governo centrale.
Nel 1848 si costituisce come lega di comunità boere (Vereenigde Bond) presieduta da Casper Kruger con sede del governo a Potchefstroom.
Il 17 gennaio 1852 il Regno Unito firmò la Convenzione del fiume Sand, un trattato con circa 5000 famiglie boere, che riconosceva la loro indipendenza nella regione a nord del fiume Vaal, detto Transvaal.
Nel 1856 i boeri adottarono il nome di Zuid Afrikaanse Republiek  («Repubblica del Sud Africa», anche nota come «Repubblica del Transvaal»), e una nuova costituzione a base razziale venne posta in vigore.
Nel 1877, dopo che la repubblica affrontò una considerevole avversità economica e le minacce esterne degli Zulu, il Regno Unito annetté il Transvaal, sperando che questa mossa sarebbe stata percepita dai Boeri come la salvezza. Ma non fu così, i Boeri lo videro come un atto di aggressione imperialistica e protestarono. Il 16 dicembre 1880 l'indipendenza della repubblica venne proclamata di nuovo, portando la capitale a Pretoria; ma le gravi tensioni sorte con la massiccia immigrazione inglese dopo la scoperta di giacimenti diamantiferi, porterà alla prima Guerra Boera. La Convenzione di Pretoria del 1881 diede ai Boeri l'autogoverno nel Transvaal, sotto supervisione britannica, e la repubblica venne ripristinata con piena indipendenza nel 1884, con la Convenzione di Londra, ma non per molto. 
Nel 1885 venne infatti scoperto l'oro a Witwatersrand, portando un'orda di coloni europei non Boeri (chiamati uitlanders, vale a dire stranieri, dai Boeri). Questo portò alla destabilizzazione della repubblica; nel 1895, il Primo Ministro della Colonia del Capo, Cecil Rhodes, pianificò l'appoggio a un colpo di Stato degli uitlander contro il governo del Transvaal. Leander Starr Jameson portò ad esecuzione il suo piano, senza autorizzazione britannica, nel dicembre di quell'anno, nella sfortunata incursione di Jameson. Dopo il suo fallimento, ci furono voci che la Germania avesse offerto protezione alla Repubblica Boera, il che allarmò i britannici. Temendo un'imminente annessione britannica, i Boeri lanciarono un attacco preventivo contro le vicine colonie britanniche nel dicembre 1899, un attacco che sarebbe diventato la seconda Guerra Boera, che poi i Boeri avrebbero perso.
Entro il maggio 1902 le ultime truppe boere si arresero e il 5 giugno 1900 Pretoria fu occupata dagli Inglesi senza resistenza, sebbene la guerriglia condotta nella campagna dai boeri continuasse fino alla metà del 1902 prima di arrivare al trattato di pace di Vereeniging.
La regione divenne parte dell'Impero britannico. Nel 1910 il Transvaal divenne una provincia dell'appena creata Unione del Sud Africa, un Dominion britannico. Nel 1961, l'unione cessò di essere parte del Commonwealth e divenne la Repubblica del Sud Africa.
Nel 1994, dopo le prime elezioni sudafricane multirazziali, le ex province vennero ristrutturate, e una distinta provincia del Transvaal cessò di esistere. Parti del vecchio Transvaal ora appartengono alle nuove province di Gauteng, North West, Limpopo e Mpumalanga.

## Geografia
La provincia del Transvaal giaceva tra il fiume Vaal a sud, e il fiume Limpopo a nord, all'incirca tra i 22° 30' e i 27° 30' Sud, e i 25° e i 32° Est. A sud confinava con le province dello Stato Libero di Orange e del Natal, ad ovest si trovava la Provincia del Capo e il Protettorato del Bechuanaland (ora Botswana), a nord la Rhodesia (oggi Zimbabwe), e ad est l'Africa Orientale Portoghese (l'odierno Mozambico) e lo Swaziland. Eccetto che a sud-ovest, questi confini sono ben definiti da caratteristiche del terreno.
Diversi bantustan erano interamente all'interno del Transvaal: Venda, KwaNdebele, Gazankulu, KaNgwane e Lebowa. Parti del Bophuthatswana erano anch'esse nel Transvaal, mentre altre parti erano nella Provincia del Capo e nello Stato Libero di Orange.

### Divisioni
- Zoutpansberg

### Città del Transvaal
- Heidelberg
- Johannesburg
- Musina
- Nelspruit
- Pietersburg
- Pretoria
- Vereeniging